# Majsko
Majsko (bułg. Майско) – wieś w Bułgarii, w obwodzie Wielkie Tyrnowo, w gminie Elena. W 2024 roku liczyła 1364 mieszkańców.